# Voorjaarsdwergspanner
De voorjaarsdwergspanner (Eupithecia abbreviata) is een nachtvlinder uit de familie Geometridae, de spanners. De voorvleugellengte bedraagt tussen de 10 en 12 millimeter. Hij overwintert als pop.

## Waardplanten
De voorjaarsdwergspanner heeft zomereik als waardplant.

## Voorkomen in Nederland en België
De voorjaarsdwergspanner is in Nederland en België een algemene soort, die verspreid over het hele gebied kan worden gezien. De vlinder kent één generatie die vliegt van halverwege maart tot halverwege juli.